# Anita Kwiatkowska
Anita Kwiatkowska (née Chojnacka le 5 mars 1985 à Piła) est une ancienne joueuse de volley-ball polonaise. Elle mesure 1,84 m et jouait au poste d'attaquante. Elle a mis un terme à sa carrière de volleyeuse professionnelle en septembre 2018.

## Clubs
| Club               | De        | À         |
| ------------------ | --------- | --------- |
| SMS PZPS Sosnowiec | 2000-2001 | 2003-2004 |
| PTPS Piła          | 2004-2005 | 2007-2008 |
| SSK Calisia Kalisz | 2008-2009 | 2008-2009 |
| KPSK Stal Mielec   | 2009-2010 | 2010-2011 |
| Budowlani Łódź     | 2011-2012 | 2011-2012 |
| Atom Trefl Sopot   | 2012-2013 | 2012-2013 |
| Budowlani Łódź     | 2013-2014 | 2013-2014 |
| Impel Wrocław      | 2014-2015 | 2014-2015 |
| PTPS Piła          | 2015-2016 | 2017-2018 |

## Palmarès

### Équipe nationale
- Championnat d'Europe des moins de 18 ans
  - Finaliste : 2001.
- Championnat d'Europe des moins de 20 ans
  - Vainqueur : 2002.

### Clubs
- Coupe de Pologne
  - Vainqueur : 2008.
  - Finaliste : 2013.
- Supercoupe de Pologne
  - Finaliste : 2012.
- Championnat de Pologne
  - Vainqueur : 2013.
  - Finaliste : 2006, 2007, 2008.